# Giromagny
Giromagny è un comune francese di 3 295 abitanti situato nel dipartimento del Territorio di Belfort nella regione della Borgogna-Franca Contea.
Capoluogo del cantone di Giromagny, è anche il capoluogo della Comunità di comuni dell'alta Savoureuse, creata nel dicembre 1994, e rientra nel territorio del Parc naturel régional des Ballons des Vosges, istituito nel 1989.

## Geografia fisica
Posta circa 60 km a ovest del confine tedesco e circa 40 a nord di quello svizzero, Giromagny è una dozzina di chilometri a nord di Belfort, all'ingresso della valle del fiume Savoureuse, sull'antica strada nazionale (oggi "dipartimentale") 465 che conduce, 6 chilometri più a nord, al Ballon d'Alsace. Situata ai piedi dei Vosgi, la località ha un'altitudine media di circa 470 metri s.l.m. (è ufficialmente classificata come zona di montagna) e il suo territorio è solcato da numerosi corsi d'acqua.
I comuni limitrofi sono Lepuix, Vescemont, Auxelles-Haut, Rougegoutte, Chaux e Auxelles-Bas.
Il clima è di tipo semi-continentale, contrassegnato da estati relativamente calde e inverni lunghi e decisamente freddi, ma influenzato in modo sensibile dalla vicinanza dei Vosgi e dall'umidità del suolo. La piovosità è distribuita nell'arco di tutto l'anno in conseguenza delle perturbazioni oceaniche che qui vengono a scontrarsi con i rilievi: la media annuale delle piogge è di 1080 mm, con 110 mm nei mesi più piovosi (agosto, novembre, dicembre e gennaio) e 80 mm in quelli più secchi (aprile e ottobre). Frequenti anche le nevicate e le giornate di nebbia. La media delle temperature è invece sui 9,3 °C, con quella massima a luglio (17 °C) e la minima a gennaio (0,3 °C); in termini assoluti, si registrano almeno 35 giorni con temperature superiori ai 25 °C (a luglio e agosto) e 82 sotto gli 0 °C (che nelle notti invernali scendono anche sotto i -10).

## Storia
In origine Giromagny apparteneva alla parrocchia di Rougegoutte, ma alla fine del Medioevo, quando gli Asburgo (allora titolari della signoria di Rosemont, con sede a Vescemont) cominciarono a sfruttare le miniere d'argento, piombo e rame della zona, il villaggio conobbe un consistente afflusso di lavoratori sassoni, bavaresi e tirolesi fino a divenire nel 1569 una parrocchia a sé, dipendente dall'arcidiocesi di Besançon.

## Società

### Evoluzione demografica
Abitanti censiti